# Aardvark JSFU

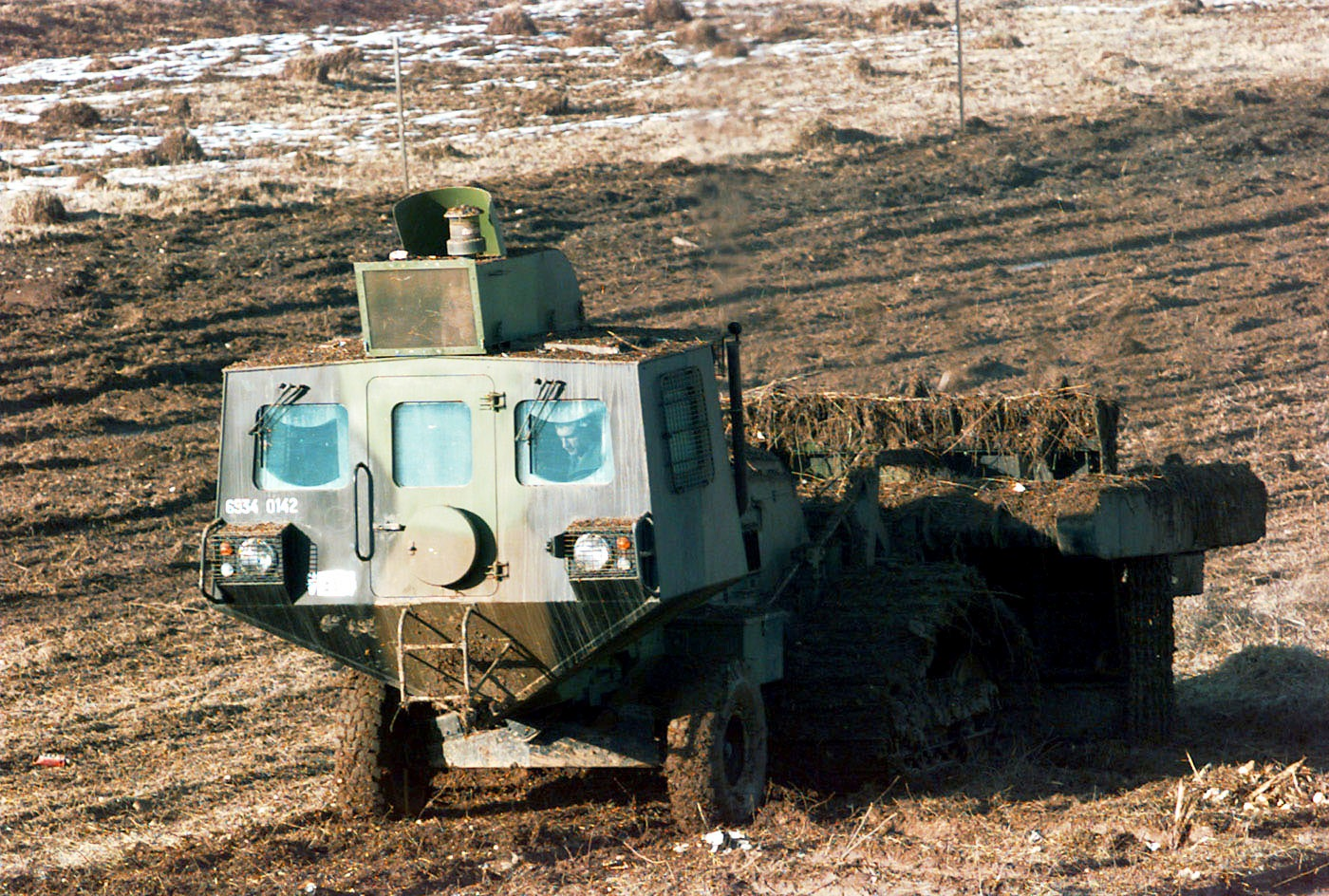
Aardvark Joint Service Flail Unit (JSFU)

Aardvark JSFU (Joint Service Flail Unit) Mark 4 is een mijnenruimvoertuig, geproduceerd door Aardvark Clear Mine Limited in Aberdeenshire (Schotland).  
Dit voertuig maakt gebruik van een mine flail (veegtuig, mijnenruimer) aan de voorzijde. Dit is een systeem dat mijnen die zich voor het voertuig op of in de grond bevinden, tot ontploffing brengt, van antipersoneelsmijnen tot antitankmijnen. De mine flail van de Aardvark JSFU bestaat uit 72 kettingen. 
De Aardvark JSFU wordt gebruikt door de krijgsmachten van:
- Canada
- Zuid-Korea
- Verenigde Staten
- Verenigd Koninkrijk
- Frankrijk
- Nederland
- Ierland
- Saoedi-Arabië
- Singapore